# 国際社会
国際社会（こくさいしゃかい、英: International community）は、地政学や国際関係において、世界の幅広い人々と政府を指す用語。

## 概要
国際社会という用語は、概して特定の人権問題などについての共通の視点の存在を暗に意味するために使われる。政治家やコメンテーターなどは、この用語を使って必要なアクションを求める。例えば対象国での政治的抑圧であるとされている事に対して使われる。また、一般に論争点についての一致した視点（コンセンサス）を暗示するためにも使われる。主な例として、国際連合総会での信用性を高めるために使われている。

## 批判
- アメリカ合衆国の哲学者であるノーム・チョムスキーは、この言葉の用途について「アメリカ合衆国とその従属国と同盟国を意味する」と記している[1][2][3]。
- イギリスの学者であるマーティン・ジャック（英語版）は、「我々は皆『国際社会』という言葉が意味するものを知っているはずだ。それは当然西洋のことで、それ以上でも、それ以下でもない。『国際社会』という言葉を使うのは、西洋に威厳を付け、世界的なものとし、より立派に聞こえるようにし、より中立で他より優越しているとする方法だ」と述べている[4]。
- フランスの作家であるピエール・コネサ（フランス語版）は、露宇戦争に関して「『国際社会』は姿を消しており、米欧日の西側は『国際社会』の言葉通りの広がりを失っている」と指摘している[5]。